# Milan (Minnesota)
Pour les articles homonymes, voir Milan (homonymie).
Milan est une ville américaine située dans le Comté de Chippewa, dans le Minnesota. Selon le recensement de 2010, sa population est de 369 habitants.